# Roquefort (Lot-et-Garonne)
Roquefort település Franciaországban, Lot-et-Garonne megyében. Lakosainak száma 2091 fő (2022. január 1.). Roquefort Brax, Aubiac, Estillac, Laplume, Le Passage és Sainte-Colombe-en-Bruilhois községekkel határos.

## Népesség
A település népessége az elmúlt években az alábbi módon változott:
| Lakosok száma | 497  | 737  | 980  | 1612 | 1852 | 1820 | 1885 | 2048 | 2126 | 2091 |
|               | 1968 | 1982 | 1990 | 2006 | 2013 | 2015 | 2017 | 2019 | 2020 | 2022 |